# Kawennáhere Devery Jacobs
Pour les articles homonymes, voir Jacobs.
Devery Jacobs, née Kawennáhere Devery Jacobs le 8 août 1993 à Kahnawake au Québec, est une actrice, scénariste, réalisatrice et productrice mohawk.

## Biographie
Kawennáhere Devery Jacobs est une Mohawk. Elle est une porte-parole pour la cause LGBT+ et pour les autochtones. Depuis toute jeune, elle voulait devenir une actrice.

### Vie privée
Kawennáhere Devery Jacobs est ouvertement queer. La jeune actrice naît à Kahnawake, puis elle grandit dans la ville de New York. Elle vit actuellement à Toronto au Canada.

### Carrière
En avril 2018, elle rejoint le casting principal aux côtés de Jake Manley et Sarah Grey dans la série télévisée américaine The Order, dans le rôle de Lilith Bathory. La série est diffusée depuis le 7 mars 2019 sur Netflix,.
Devery Jacobs joue également un rôle principal dans la série Reservation Dogs réalisée par Taika Waititi.
Elle utilise aussi sa voix dans la série animée Ark: The Animated Series.
En janvier 2024, elle apparaît dans la série Marvel Echo disponible sur la plate-forme de streaming Disney+.

## Filmographie

### Comme actrice

#### Longs métrages
- 2008 : South of the Moon : Alexa Dumont
- 2013 : Rhymes for Young Ghouls : Aila
- 2016 : The Land of Rock and Gold : Andrea
- 2016 : The Sun at Midnight : Lia
- 2017 : Another WolfCop : Daisy
- 2018 :  The Lie : Brittany
- 2019 : The Road Behind : Alanna
- 2019 : Blood Quantum : James
- 2019 : Vivaces (Rustic Oracle) de Sonia Bonspille Boileau : Ivy adulte
- 2020 : This Place : Kawenniióhstha Forough Goodleaf
- 2021 : We Burn Like This : Chrissy B.
- 2021 : Bootlegger: Mani

#### Courts métrages
- 2013 : The Blanketing : Seniya
- 2014 : The Halluci Nation : Sisters ft Northern Voice : une des 3 sœurs
- 2015 : A Big Black Space : Jess
- 2016 : A Tribe Called Red: The Virus - Ft. Saul Williams, Chippewa Travellers : la gardienne
- 2016 : The Choir : Devery
- 2017 : The Mountain of SGaana : Kuuga Kuns (voix)
- 2017 : Rae : Ista
- 2018 : Ara Marumaru
- 2018 : Running Eagle : la fille

#### Télévision
- 2007 : The Dead Zone : Monique
- 2009 : Assassin's Creed: Lineage : Claudia Auditore (3 épisodes)
- 2012 : By the Rapids : Shayla
- 2013 : Being Human : la serveuse du bar
- 2013 : Exploding Sun (téléfilm) : Nourhan
- 2014-2015 : Mohawk Girls : Lollipop (10 épisodes)
- 2016 : Cold : Tina (10 épisodes)
- 2016 :This Life : Miranda (7 épisodes)
- 2018 : Cardinal : Sam Doucette / Sam Duchene (6 épisodes)
- 2019 : American Gods : Sam Black Crow (2 épisodes)
- 2019-2020 : The Order : Lilith Bathory (13 épisodes, rôle principal)
- 2020 : Nurses : Bella
- 2021 : Rutherford Falls : Jess Wells (3 épisodes)
- 2021 : Reservation Dogs : Elora Danan Postoak (5 épisodes)
- 2023 : What if ...? : Kahhori (2 épisodes)
- 2023 : Echo : Bonnie

### Comme scénariste
- 2016 : Stolen (court métrage)
- 2017 : Rae (court métrage)
- 2018 : Ara Marumaru (court métrage)
- 2020 : This Place

### Comme réalisatrice
- 2016 : Stolen (court métrage)
- 2017 : Rae (court métrage)
- 2018 : Ara Marumaru (court métrage)

### Comme productrice
- 2016 : Stolen (court métrage)